# Куркинская
Куркинская — деревня в Усть-Кубинском районе Вологодской области.
Входит в состав Троицкого сельского поселения, с точки зрения административно-территориального деления — в Троицкий сельсовет.
Расстояние по автодороге до районного центра Устья — 43,5 км, до центра муниципального образования Бережного — 1,5 км. Ближайшие населённые пункты — Погост Трифон, Бережное, Ивановская, Острецово.
По переписи 2002 года население — 99 человек (44 мужчины, 55 женщин). Преобладающая национальность — русские (99 %).